# 어니 휠라이트

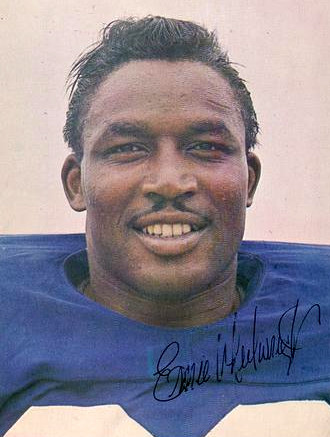

어니 휠라이트(Ernie Wheelwright, 1939년 11월 28일 ~ 2001년 5월 1일)는 미국의 배우, 텔레비전 배우이다.
콜럼버스에서 태어났으며 라스베이거스에서 사망하였다.

## 영화
- 도시의 밤 (1976년)
- 터치 다운 (1974년)